# Liste der Biografien/Kont
Liste der Biografien |
Portal Biografien |
Personensuche
# |
A |
B |
C |
D |
E |
F |
G |
H |
I |
J |
K |
L |
M |
N |
O |
P |
Q |
R |
S |
T |
U |
V |
W |
X |
Y |
Z |
?
 
Ka |
Kb |
Kc |
Kd |
Ke |
Kf |
Kg |
Kh |
Ki |
Kj |
Kl |
Km |
Kn |
Ko |
Kp |
Kr |
Ks |
Kt |
Ku |
Kv |
Kw |
Ky |
Kx |
Kz
 
Koa |
Kob |
Koc |
Kod |
Koe |
Kof |
Kog |
Koh |
Koi |
Koj |
Kok |
Kol |
Kom |
Kon |
Koo |
Kop |
Kor |
Kos |
Kot |
Kou |
Kov |
Kow |
Kox |
Koy |
Koz
 
Kona |
Konc |
Kond |
Kone |
Konf |
Kong |
Konh |
Koni |
Konj |
Konk |
Konl |
Konm |
Konn |
Kono |
Konp |
Konr |
Kons |
Kont |
Konu |
Konv |
Konw |
Kony |
Konz
Die Liste der Biografien führt alle Personen auf, die in der deutschsprachigen Wikipedia einen Artikel haben. Dieses ist eine Teilliste mit 64 Einträgen von Personen, deren Namen mit den Buchstaben „Kont“ beginnt.

## Kont
- Kont, Paul (1920–2000), österreichischer Komponist

### Konta
- Konta, Johanna (* 1991), australisch-britische Tennisspielerin
- Kontak, Filip (* 1990), kroatischer Skilangläufer und Biathlet
- Kontarsky, Alfons (1932–2010), deutscher Pianist
- Kontarsky, Aloys (1931–2017), deutscher Pianist
- Kontarsky, Bernhard (* 1937), deutscher Dirigent, Pianist und Hochschullehrer
- Kontaveit, Anett (* 1995), estnische TennisspielerinAnett Kontaveit (* 1995)

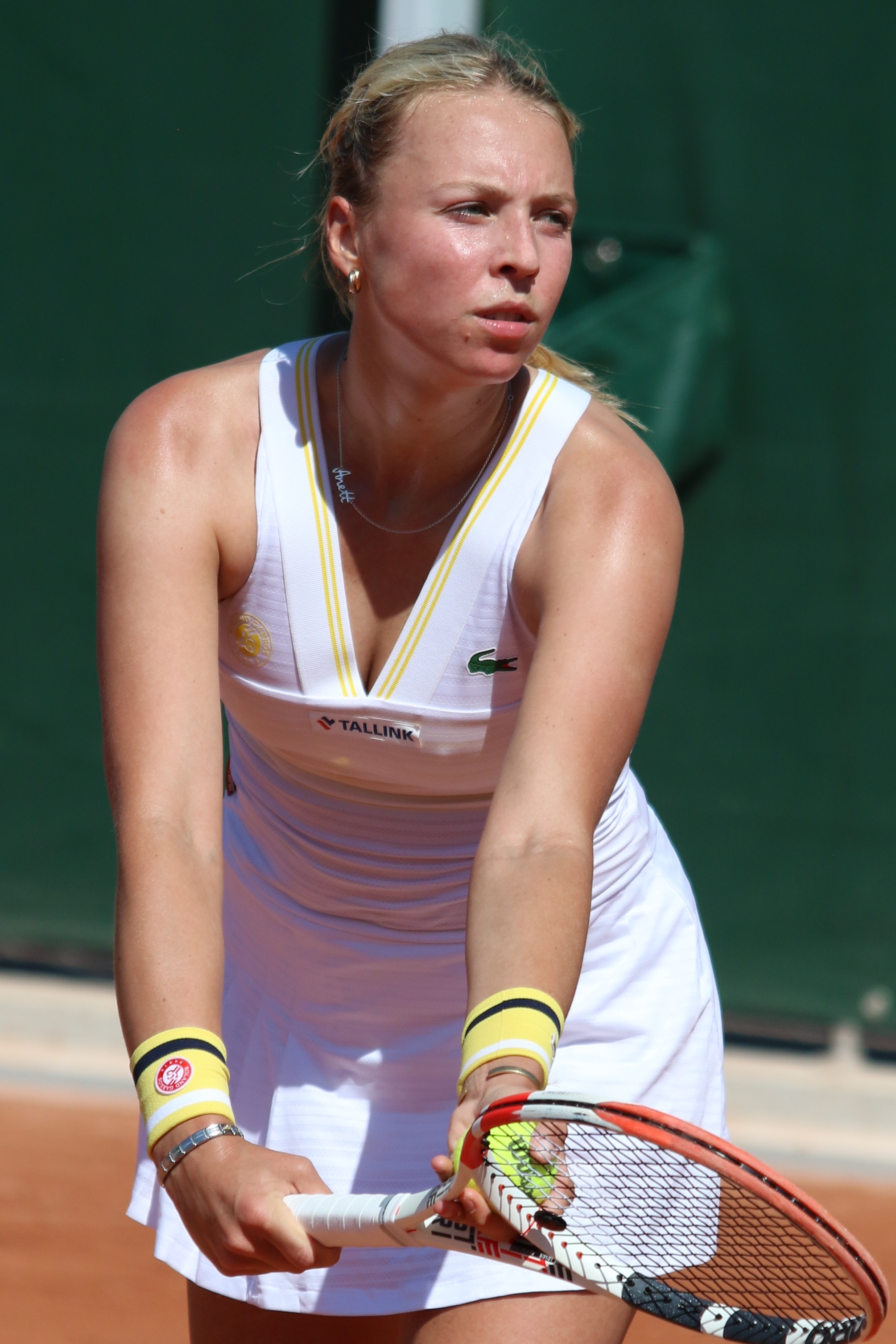
Anett Kontaveit (* 1995)

### Konte
- Konte, Bai (1920–1983), gambischer Musiker
- Konté, Bassirou (* 1988), ivorischer Radrennfahrer
- Konte, Dembo (1942–2014), gambischer Musiker
- Konteh, Sherrifo, gambischer Musiker
- Kontente, Aylin (* 1982), türkische Schauspielerin
- Konter, Aljosha (* 1989), deutscher Sänger, Gitarrist und Komponist
- Konter, François (1934–2018), luxemburgischer Fußballspieler und -trainer
- Konter, Norbert (1927–2018), luxemburgischer Politiker und Fußballspieler
- Konterman, Bert (* 1971), niederländischer Fußballspieler

### Konth
- Konthi Suphamongkhon (1916–2011), thailändischer Diplomat
- Konthong, Tananan (* 2000), thailändischer Fußballspieler

### Konti
- Konti, Isidore (1862–1938), US-amerikanischer Bildhauer
- Kontides, Pavlos (* 1990), zyprischer Segler
- Kontidis, Theodoros (* 1956), griechischer Ordensgeistlicher, römisch-katholischer Erzbischof von Athen sowie Apostolischer Administrator des Erzbistums Rhodos
- Kontiebo, Prosper (* 1960), burkinischer Ordensgeistlicher, römisch-katholischer Erzbischof von Ouagadougou
- Kontilla, Päivi, finnische Biathletin
- Kontinen, Henri (* 1990), finnischer Tennisspieler
- Kontinen, Micke (* 1992), finnischer Tennisspieler
- Kontinen, Veini (1928–2010), finnischer Skilangläufer
- Kontiola, Petri (* 1984), finnischer Eishockeyspieler

### Kontj
- Kontje, Todd (* 1954), US-amerikanischer Germanist

### Kontn
- Kontny, Dirk (* 1965), deutscher Fußballspieler
- Kontny, Frank (* 1964), deutscher Fußballspieler
- Kontny, Georg (1814–1873), deutscher Arzt und Kommunalpolitiker
- Kontny, Josef (* 1963), deutscher Eishockeytorwart
- Kontny, Mario (1953–2024), deutscher Fußballspieler

### Konto
- Konto, Adolf (1911–1965), finnischer Segler
- Kontochristopoulou, Katerina (* 1997), griechische Florettfechterin
- Kontogeorgis, Giorgos (1912–2009), griechischer Politiker
- Kontogiannis, Lampros (* 1988), mexikanischer Fußballspieler
- Kontoglou, Fotis (1895–1965), griechischer Maler und Schriftsteller
- Kontomanou, Elisabeth (* 1961), französische Jazzsängerin
- Kontonikolas, Eleftherios (* 2003), zyprischer Speerwerfer
- Kontora, Danae (* 1988), griechische Opernsängerin (Koloratursopran)
- Kontorovich, Alex (* 1980), US-amerikanischer Mathematiker
- Kontorowitsch, Alexei Emiljewitsch (1934–2023), russischer Geologe und Geochemiker
- Kontos, Apostolos (* 1947), griechischer Basketballspieler und -trainer
- Kontos, Chris (* 1963), kanadischer Eishockeyspieler
- Kontos, Chris (* 1970), US-amerikanischer Schlagzeuger zyprischer Abstammung
- Kontou, Athina (* 1978), griechisch-deutsche Jazzmusikerin (Kontrabass)
- Kontou, Dimitra Eleni (* 2005), griechische Ruderin

### Kontr
- Kontra K (* 1987), deutscher RapperKontra K (* 1987)

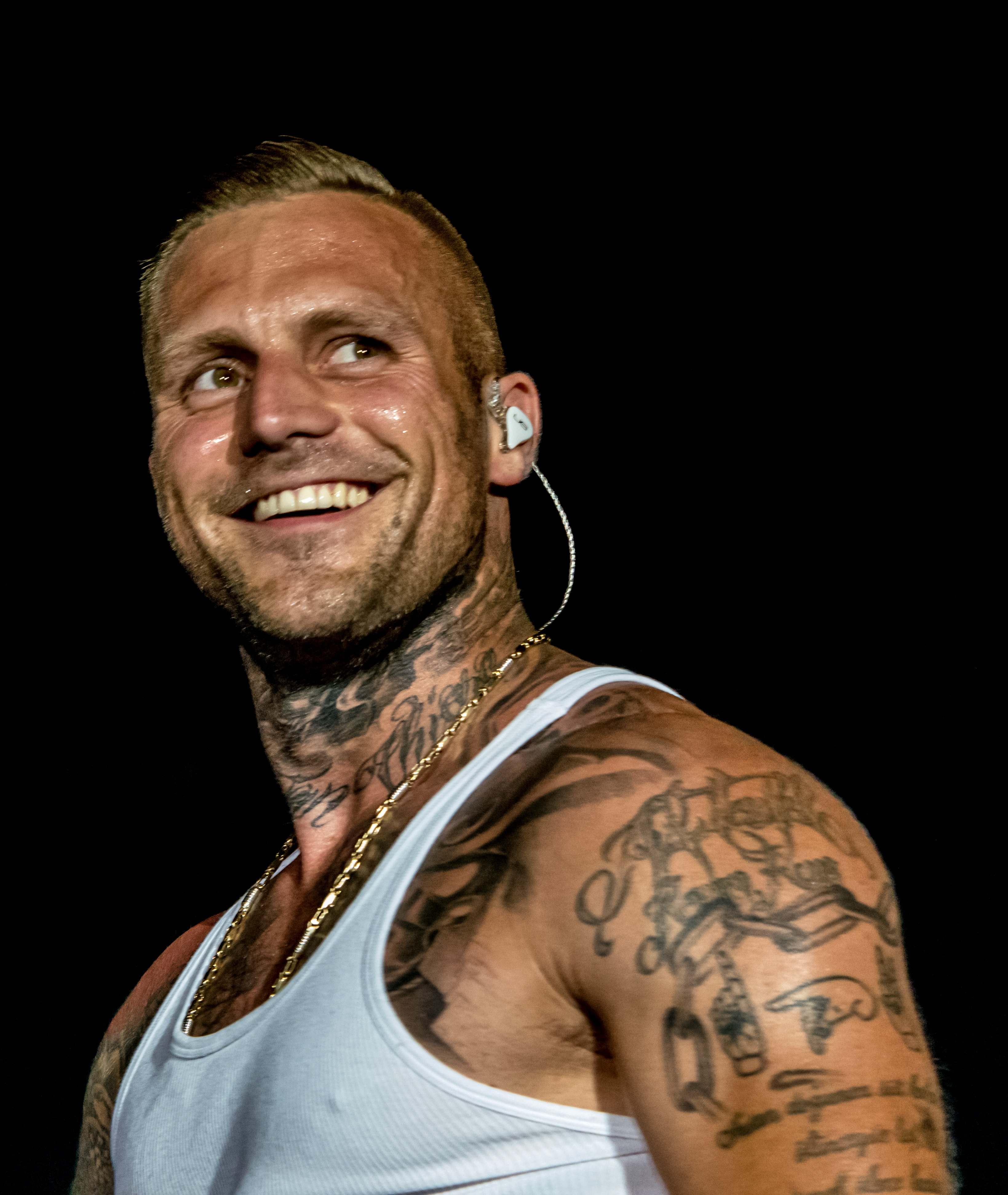
Kontra K (* 1987)

- Kontra, Anton (1932–2020), ungarischer Geiger, Konzertmeister, Solist und Kammermusiker
- Kontra, Ferenc (* 1958), ungarischer Schriftsteller und Journalist
- Kontra, Zsolt (* 1955), ungarischer Handballspieler und -funktionär
- Kontrec, Tin (* 1989), kroatischer Handballspieler
- Kontressowitz, Reiner (* 1942), deutscher Musikwissenschaftler und Lyriker

### Konts
- Kontschakowa, Antonina Iwanowna (1928–2014), sowjetisch-russische Theaterschauspielerin, Filmschauspielerin sowie Synchronsprecherin
- Kontschalowskaja, Natalja Petrowna (1903–1988), russische Dichterin, Kinderbuchautorin und Übersetzerin
- Kontschalowski, Andrei Sergejewitsch (* 1937), russischer Theater- und Filmregisseur
- Kontschalowski, Pjotr Petrowitsch (1876–1956), russischer Maler
- Kontschiz, Wladimir Nikolajewitsch (1925–2001), sowjetischer Offizier, zuletzt Generaloberst

### Kontt
- Konttas, Simon (* 1984), österreichischer Schriftsteller und Seelsorger
- Konttinen, Aili (1906–1969), finnische Schriftstellerin
- Konttinen, Matti (1938–2013), finnischer Jazzmusiker, Musikjournalist und Musikproduzent
- Konttinen, Tero (* 1985), finnischer Eishockeyspieler

### Kontz
- Kontzi, Reinhold (1924–2001), deutscher Romanist, Hispanist, Italianist, Arabist und Maltesist